# Acalypha malawiensis
Acalypha malawiensis är en törelväxtart som beskrevs av Radcl.-sm.. Acalypha malawiensis ingår i släktet akalyfor, och familjen törelväxter. Inga underarter finns listade i Catalogue of Life.